# Басора, Эстанислао
Эстанисла́о Басо́ра Бруне́т (исп. Estanislao Basora Brunet; 18 ноября 1926, Колония-Вальс, Навас — 16 марта 2012, Лас-Пальмас-де-Гран-Канария) — испанский футболист, правый нападающий. В 1974 году на праздновании 75-летия клуба «Барселона» Басора был включён в символическую сборную лучших игроков клуба. Занимает 11-е место по общему количеству голов за «Барселону» — 113 мячей.

## Карьера
Эстанислао Басора родился в семье руководителя текстильного предприятия. Он начал карьеру в любительских клубах «Колония Вальс», «Сурия» и «Манреса». В 1946 году он перешёл в «Барселону», где, с перерывом на сезон в клубе «Лерида», играл 13 лет, проведя 373 матча и забив 153 гола. Он выиграл с командой четыре чемпионата Испании, три Кубка Эвы Дуарте, два Латинских кубка, четыре Обладатель Кубка Испании и один Кубок Ярмарок. Он составлял в «Барселоне» знаменитую линию нападения, вместе с Ладиславом Кубалой, Эдуардо Манчоном и Томасом Эрнандесом. В 1958 году Басора принял решение завершить карьеру, прощальный матч он провёл в полуфинале Кубка Испании, где забил два гола. Также Басоре предлагали контракты клубы из Англии, где он некоторое время проживал, но испанец ответил отказом.
В составе сборной Испании Басора провёл 22 матча и забил 13 голов. Он дебютировал в составе национальной команды 12 июня 1949 года, где его команда победила Ирландию. Через 7 дней, 19 июня, Басора забил 3 гола в ворота сборной Франции, за что французская пресса прозвала его «Монстр Коломба». Басора принимал участие на чемпионате мира 1950, где он забил 5 голов. Последний матч за сборную Басора провёл 26 мая 1957 года против Шотландии.
В марте 2012 года Басора был доставлен в больницу Университарио де Гран-Канария с инфарктом. 16 марта он умер, у него остались жена Маргарет и две дочери.

## Статистика выступлений

### Клубная статистика
| Выступление      | Выступление      | Выступление      | Лига | Лига | Кубок страны | Кубок страны | Еврокубки | Еврокубки | Другие | Другие | Итого | Итого |
| Клуб             | Лига             | Сезон            | Игры | Голы | Игры         | Голы         | Игры      | Голы      | Игры   | Голы   | Игры  | Голы  |
| ---------------- | ---------------- | ---------------- | ---- | ---- | ------------ | ------------ | --------- | --------- | ------ | ------ | ----- | ----- |
| Барселона        | Примера          | 1946/47          | 3    | 1    | 3            | 0            | —         | —         | —      | —      | 6     | 1     |
| Барселона        | Примера          | 1947/48          | 26   | 11   | 2            | 0            | —         | —         | —      | —      | 28    | 11    |
| Барселона        | Примера          | 1948/49          | 25   | 9    | 5            | 7            | —         | —         | 1      | 0      | 31    | 16    |
| Барселона        | Примера          | 1949/50          | 17   | 7    | 2            | 0            | —         | —         | 0      | -      | 19    | 7     |
| Барселона        | Примера          | 1950/51          | 30   | 16   | 6            | 0            | —         | —         | —      | —      | 36    | 16    |
| Барселона        | Примера          | 1951/52          | 27   | 8    | 7            | 4            | —         | —         | 1      | 0      | 35    | 12    |
| Барселона        | Примера          | 1952/53          | 28   | 11   | 7            | 5            | —         | —         | —      | —      | 35    | 16    |
| Барселона        | Примера          | 1953/54          | 26   | 7    | 7            | 0            | —         | —         | —      | —      | 33    | 7     |
| Барселона        | Примера          | 1954/55          | 9    | 3    | 1            | 0            | —         | —         | —      | —      | 10    | 3     |
| Барселона        | Примера          | 1955/56          | 0    | 0    | 1            | 0            | 1         | 0         | —      | —      | 2     | 0     |
| Барселона        | Примера          | 1956/57          | 24   | 10   | 7            | 2            | —         | —         | —      | —      | 31    | 12    |
| Барселона        | Примера          | 1957/58          | 22   | 6    | 6            | 2            | 5         | 0         | —      | —      | 33    | 8     |
| Барселона        | Итого            | Итого            | 237  | 89   | 54           | 20           | 6         | 0         | 2      | 0      | 299   | 109   |
| Льейда           | Сегунда          | 1955/56          | 16   | 6    | 0            | 0            | —         | —         | —      | —      | 16    | 6     |
| Льейда           | Итого            | Итого            | 16   | 6    | 0            | 0            | 0         | 0         | 0      | 0      | 16    | 6     |
| Всего за карьеру | Всего за карьеру | Всего за карьеру | 253  | 95   | 54           | 20           | 6         | 0         | 2      | 0      | 315   | 115   |

## Достижения
«Барселона»
- Чемпион Испании (4): 1947/48, 1948/49, 1951/52, 1952/53
- Обладатель Кубка Эвы Дуарте: 1948, 1952, 1953
- Обладатель Латинского кубка: 1949, 1952
- Обладатель Кубка Испании: 1950/51, 1951/52, 1952/53, 1956/57
- Обладатель Кубка Ярмарок: 1958